# 馬克西米安
馬爾庫斯·奧列里烏斯·瓦列理烏斯·馬克西米安努斯（拉丁語：Marcus Aurelius Valerius Maximianus；约250年310年—约7月），暱稱赫丘利，通稱馬克西米安，是一位羅馬帝國皇帝，於286年至305年在位。在此期間，他與戴克里先為共治皇帝，於285年至286年任凱撒（副皇帝），286年至305年任西部奧古斯都（主皇帝）。305年，他和東部奧古斯都戴克里先一同退位，由他們的副皇帝伽列里烏斯和君士坦提烏斯一世繼位。
戴克里先的政治智慧與馬克西米安的軍事實力相得益彰。馬克西米安在特里爾建立了住所，但大部分時間都在打仗。285年末，他鎮壓了高盧的叛亂分子。285年至288年，他與萊茵河邊境的日耳曼部落作戰。288年，他與戴克里先一起發動了深入阿勒曼尼人領土的焦土政策，重新鞏固了邊境。

## 早年生活

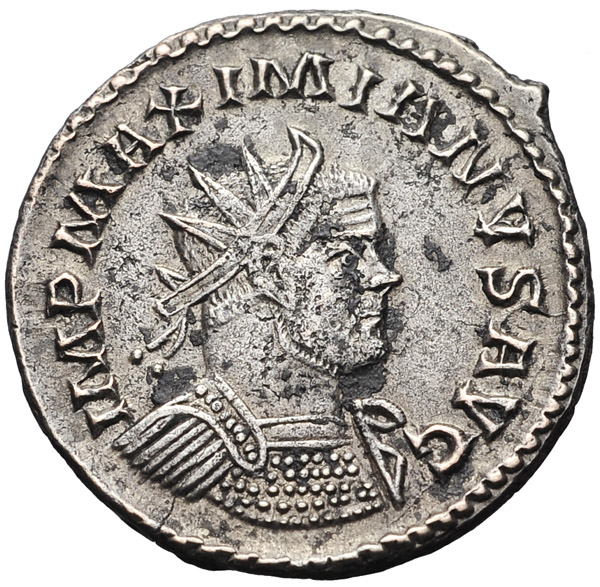
刻有馬克西米安肖像的安东尼尼安努斯

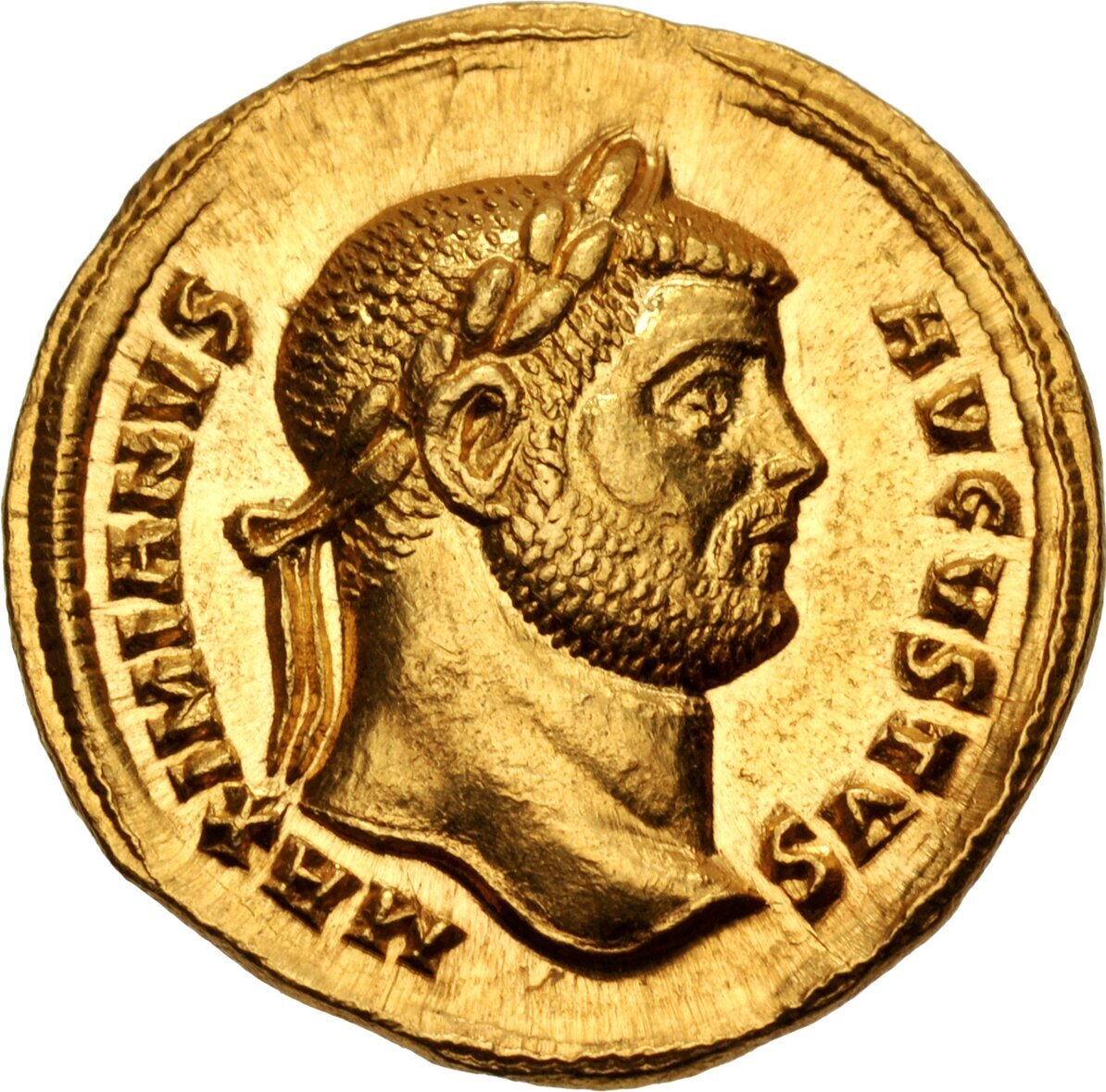
刻有馬克西米安肖像的硬幣

馬克西米安約於250年出生於潘諾尼亞行省色米姆（今塞爾維亞斯雷姆斯卡米特羅維察）附近的一個商店主家庭。除此之外，古代文獻中隱約提到他的故鄉是伊利里亚，他秉持著潘諾尼亞的美德，以及他在飽受三世紀危機戰火摧殘的多瑙河邊境艱苦的成長經歷。馬克西米安之後參軍，在奧勒良（270-275年在位）和普羅布斯（276-282年在位）兩帝時期跟隨戴克里先。他可能參加了公元283年卡魯斯的美索不達米亞戰役，並出席了公元284年11月20日在尼科米底亞舉行的戴克里先皇帝選舉儀式。作家史蒂芬威廉斯和歷史學家蒂莫西·巴恩斯認為，馬克西米安被戴克里先迅速任命為凱撒，這意味著兩人是長期盟友，各自的角色是預先商定的，並且馬克西米安可能在戴克里先造反討伐卡里努斯皇帝（公元283-285年在位）的戰役中支持他，但並沒有直接證據證明這一點。
馬克西米安精力充沛、性格堅定進取，且不願叛變，是帝國官職的熱門人選。公元4世紀的歷史學家维克多將馬克西米安描述為「一位值得信賴的盟友，雖然略顯粗魯，但擁有卓越的軍事才能」。儘管馬克西米安擁有其他優點，但他未受過教育，重行動輕思考。289年的頌詞將他的行動與大西庇阿在第二次布匿戰爭中戰勝漢尼拔的戰績進行了比較，暗示馬克西米安從未聽說過他們。他的野心純粹是軍事上的；他將政治野心留給了戴克里先。基督教修辭學家拉克坦提烏斯認為，馬克西米安與戴克里先有著相同的基本觀念，但品味上不如戴克里先清教徒，並利用了皇帝地位提供的享樂機會。拉克坦提烏斯指控馬克西米安玷污了元老院議員的女兒，並與年輕處女通婚以滿足他無盡的慾望，儘管拉克坦提烏斯對尚未接受基督教的羅馬皇帝的普遍敵意削弱了其可信度。
馬克西米安與他的敘利亞妻子歐特羅皮婭育有兩個孩子：馬克森提烏斯和法烏斯塔。沒有關於他們出生日期的直接證據。馬克森提烏斯可能出生於283年左右（當時馬克西米安在敘利亞），而法烏斯塔出生於289年或290年左右。同僚君士坦提烏斯一世（後成為馬克西米安的副皇帝）之妻狄奥多拉皇后，在古代文獻中常被稱為馬克西米安的繼女，這導致歷史學家奧托·塞克和恩內斯特·斯坦因聲稱她是歐特羅皮婭與阿弗拉尼烏斯·漢尼拔努斯早年婚姻所生。巴恩斯對這種觀點提出了質疑，他認為所有關於「繼女」的資料都源於部分不可靠的史書《皇帝史》，而其他更可靠的資料則稱她為馬克西米安的私生女。蒂莫西·巴恩斯的結論是，狄奧多拉出生於不晚於約275年，其母親是馬克西米安一位未具名的早期妻子，可能是漢尼拔努斯的女兒之一。古典時代晚期專家朱莉婭·希爾納同意巴恩斯的觀點，認為“繼女來源”是君士坦丁王朝後期政治宣傳的產物，但她認為巴恩斯的解釋未能解釋狄奧多拉為何給她的一個女兒取名為“歐特羅皮婭”，因為她的母親身份不明並非皇后尤特羅皮婭。希爾納認為，阿弗拉尼烏斯·漢尼拔利安努斯是歐特羅皮婭（狄奧多拉女兒）的兄弟，而狄奧多拉則是馬克西米安和歐特羅皮婭的女兒。這與約翰·范德斯波爾的觀點一致。

## 被封為副皇帝

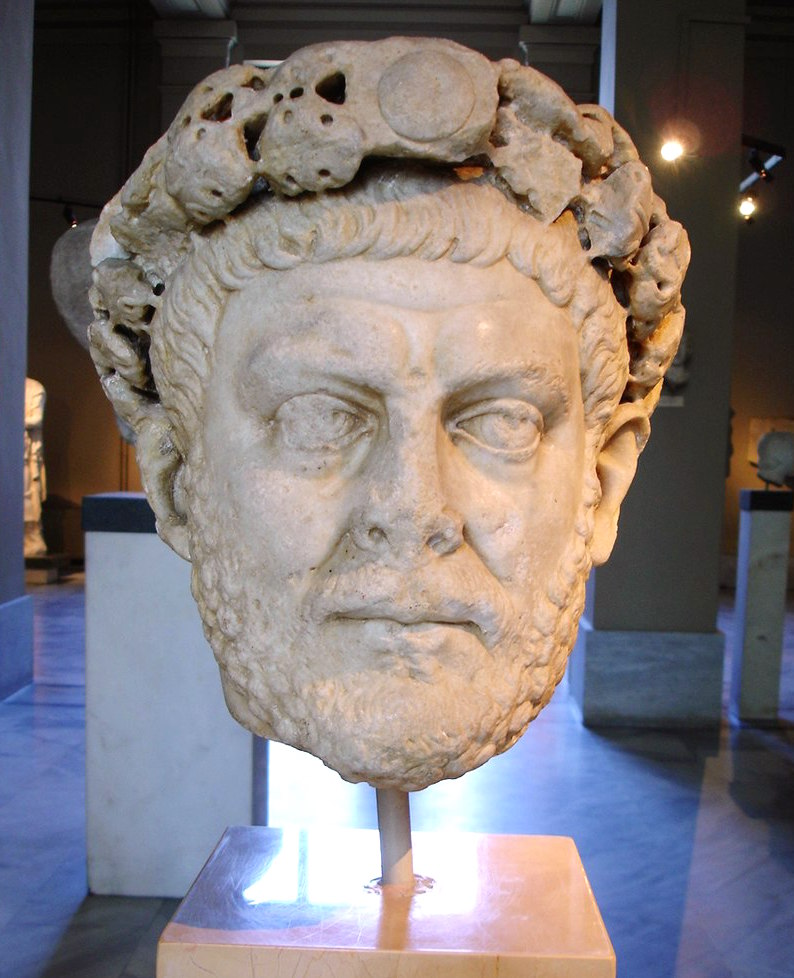
戴克里先，馬克西米安的資深同僚和東部奧古斯都。

大約在285年7月，在梅蒂奧拉努（米蘭），戴克里先任命馬克西米安為他的法定繼承人和下屬，並賜予他「凱撒」的頭銜。這項決定的原因很複雜。由於帝國各行省都戰亂不斷，從高盧到敘利亞，從埃及到多瑙河下游，每個省都爆發了衝突。因此戴克里先需要一位副手。歷史學家史蒂芬‧威廉斯認為，戴克里先認為自己是一位平庸的將軍，需要像馬克西米安這樣的軍人來指揮他的大部分戰鬥。
普遍的共識是，馬克西米安在被加冕為奧古斯都（“皇帝”的官方稱謂）之前就被任命為凱撒，正如同時代歷史學家欧特罗皮乌斯所述。然而，一些現代學者對此表示懷疑，因為幾乎沒有證據證明這一點。即使是像沃鲁西安努斯和努梅里安這樣只擁有幾個月頭銜的短暫凱撒，也鑄造了以他們的名字命名的硬幣。歷史學家理查德·伯吉斯認為馬克西米安並非凱撒，他被任命為奧古斯都的日期實際上是285年12月13日，而不是傳統的286年4月1日，而後者已被其他作者質疑。
戴克里先的弱點在於他沒有兒子，只有一個女兒瓦萊裡婭，而他的女兒永遠無法繼承他的皇位。因此，他被迫在家族之外尋找共治者，而這位共治者必須是他信任的人。歷史學家威廉‧塞斯頓認為，戴克里先像他之前沒有繼承人的皇帝一樣，在被任命為奧古斯都後，就將馬克西米安擁立為他的「奧古斯都之子」。有些人同意這一觀點，但歷史學家弗蘭克·科爾布指出，關於這一擁立的論點是基於對纸莎草学證據的誤讀。然而，馬克西米安確實採用了戴克里先的姓氏瓦列理烏斯。
最後，戴克里先意識到一人統治的危險，而雙重統治的先例早已存在。儘管奧勒良和普羅布斯都軍事實力雄厚，但兩位獨裁皇帝都被遇刺。相較之下，就在幾年前，皇帝卡魯斯和他的兒子們共同統治，儘管時間不長。即使是開國皇帝奧古斯都（屋大維）也曾與他的同僚分享權力，從馬爾庫斯·奧列里烏斯（161年-180年在位）開始，就出現了更正式的共治皇帝制度。
雙重統治顯然運作良好。大約在287年，馬克西米安被任命為奧古斯都之後，兩位皇帝的關係在宗教層面被重新定義，獲得了「喬維斯」的稱號，而馬克西米安獲得了「赫丘利」的稱號。戴克里先將以喬維斯的風格，承擔起策劃和指揮的主導角色；馬克西米安以赫丘利的模式，將充當古羅馬神話中的眾神之王朱庇特的英雄下屬。儘管皇帝們具有宗教意義，但他們並非帝國崇拜傳統中的「神」——儘管在帝國的頌詞中，他們可能被尊崇為神（帝皇崇拜）。相反，他們被視為羅馬諸神的代表，在人間執行神的旨意。君權神授的轉變，意在將任命皇帝的權力從軍隊手中奪走。君權神授使戴克里先和馬克西米安超越了潛在的競爭對手，而軍事力量和王朝主張則無法做到這一點。儀式結束後，馬克西米安掌控了西部帝國的政府，並被派往高盧與叛軍作戰，而戴克里先則返回東部。

## 卡勞修斯叛亂

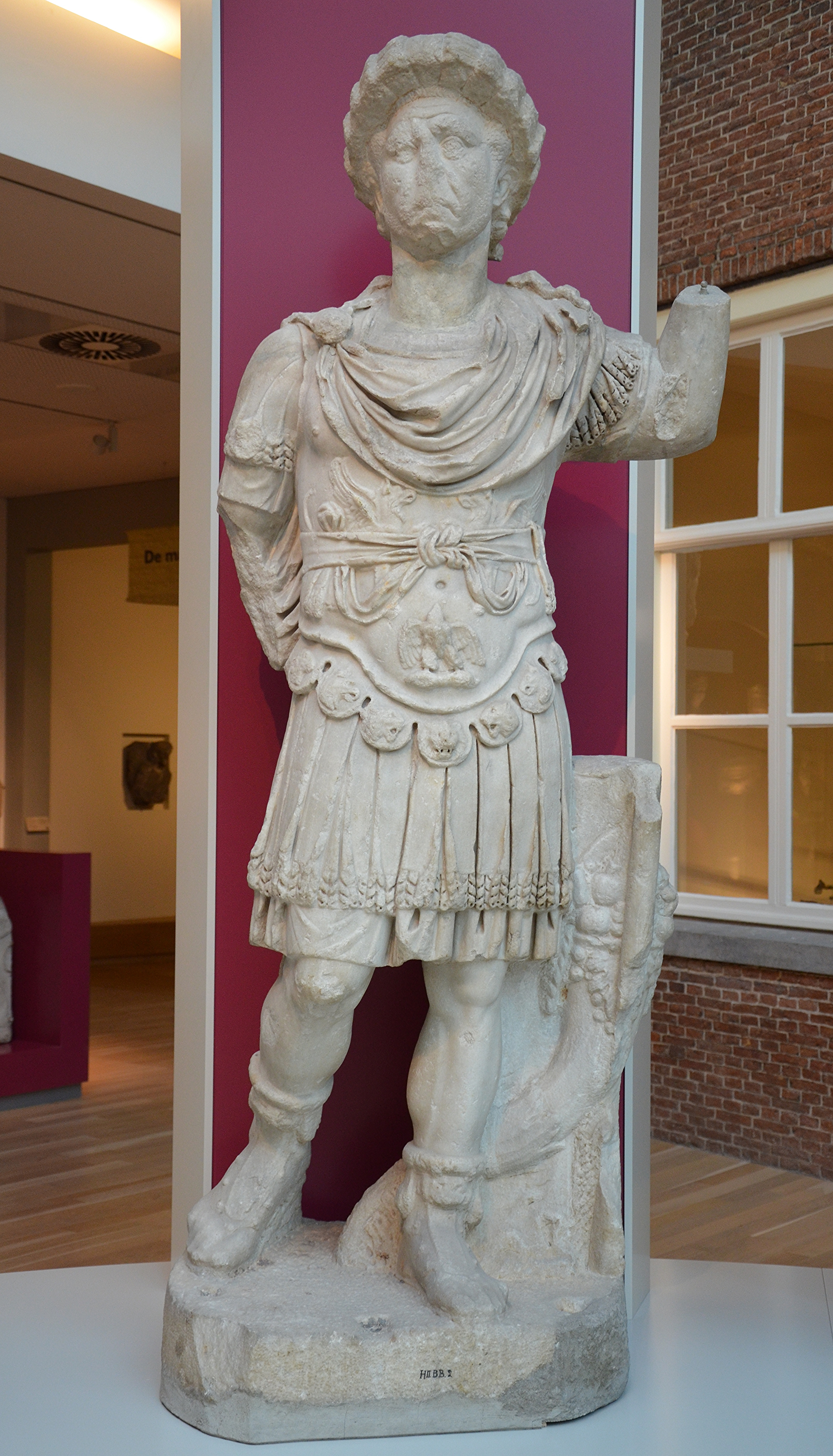
馬克西米安或戴克里先的胸甲雕像，出土於今突尼斯烏蒂卡城。 （3世紀末）

雖然高盧大部分地區已平定，但英吉利海峽沿岸地區仍飽受法蘭克人和撒克遜人海盜的侵擾。已故皇帝普羅布斯和卡里努斯已開始加固撒克遜海岸，但仍有許多工作要做。例如，沒有考古證據顯示在270年至285年間，多佛爾和布洛涅曾有罗马海軍基地。為了解決海盜問題，馬克西米安任命來自下日耳曼尼亞（尼德蘭南部和西部）的梅納皮人卡勞修斯指揮海峽並清除海盜。卡勞西烏斯表現出色，到285年底，他捕獲了大量海盜船。
馬克西米安很快聽說卡勞修斯正在等海盜們洗劫完畢後再發動攻擊，並將戰利品據為己有，而不是將其歸還給廣大民眾或收歸帝國國庫。馬克西米安下令逮捕並處決卡勞修斯，迫使他逃往不列顛。卡勞修斯在不列顛行省中擁有強大的支持，至少有兩個不列顛行省軍團（第二奧古斯塔軍團和第二十英勇凯旋军团）投奔了他，布洛涅附近的一個軍團（可能是第三十烏爾皮烏斯軍團）的部分或全部成員也投奔了他。卡勞修斯迅速消滅了軍隊中僅存的中央政府效忠者，並宣布自己為奧古斯都。
馬克西米安對這場叛亂無能為力。他沒有艦隊——他把它交給了卡勞修斯——並且正忙於平息赫魯利人和法蘭克人。同時，卡勞修斯透過擴大艦隊、招募法蘭克僱傭兵以及優厚的軍餉來鞏固自己的地位。到286年末，不列顛、高盧西北方的大部分地區以及整個海峽沿岸都已落入他的控制之下。卡勞修斯宣布自己是獨立的不列顛國家「不列顛帝國」（Imperium Britanniarum）的皇帝，並發行了純度明顯高於馬克西米安和戴克里先的硬幣，贏得了不列顛和高盧商人的支持。即使是馬克西米安的軍隊也容易受到卡勞修斯的影響和財富的威脅。

## 被封為共治皇帝
受卡勞修斯危機的刺激，馬克西米安於286年4月1日自封為奧古斯都（皇帝）。這使他擁有與卡勞修斯相同的地位——因此衝突是兩位奧古斯都之間的衝突，而不是一位奧古斯都和一位凱撒之間的衝突——並且在帝國的宣傳中，馬克西米安被宣稱為戴克里先的兄弟，在權力和威望上與他平起平坐。戴克里先不可能出席馬克西米安的任命儀式，因為他當時正處於拜占庭（286年3月22日在）和提比里亞（他在286年5月31日至8月31日在提比里亞）之間的某個地方。奧托·塞克認為馬克西米安篡奪了皇帝的頭銜，後來戴克里先才承認他，希望避免內戰。這項說法並未獲得太多支持，歷史學家威廉·萊德貝特最近也對此進行了駁斥。儘管兩位皇帝相距遙遠，戴克里先仍然足夠信任馬克西米安，將皇權授予他；馬克西米安也仍然足夠尊重戴克里先，並遵從他的意願行事。
理論上，羅馬帝國並未完全東西分治。儘管確實存在分裂——每位皇帝都有自己的宮廷、軍隊和官邸——但這些只是實際問題，而非實質問題。從287年起，帝國的宣傳就強調羅馬是一個單一且不可分割的帝國，一個「patrimonium indivisum」（個人世襲制）。正如公元289年的頌詞作者向馬克西米安所言：「如此一來，這個偉大的帝國是你們兩人的共同財產，彼此之間沒有任何不和，我們也不會容忍你們之間有任何爭議，但顯然，你們對國家的擁有程度與曾經那兩位赫拉克勒斯家族的斯巴達國王一樣的平等。」兩位皇帝都頒布了法律，並舉行了帝國慶典，帝國的兩部分也發行了相同的硬幣。戴克里先有時會向馬克西米安的阿非利加行省發布敕令；馬克西米安大概也會對戴克里先的領土發布同樣的敕令。

## 遜位
戴克里先的「維塞納利亞」（vicennalia），也就是他統治20週年的紀念日，於303年在羅馬舉行。一些證據表明，正是在那時，戴克里先迫使馬克西米安承諾共同退位，並將他們的奧古斯都頭銜傳給他們的凱撒（副皇帝）伽列里烏斯和君士坦提烏斯一世。據推測，馬克西米安的兒子馬克森提烏斯和君士坦提烏斯的兒子君士坦丁大帝——他們在尼科米底亞一起長大——將成為新的凱撒。雖然馬克西米安可能不想退位，但戴克里先仍然掌控著局面，幾乎沒有遇到任何阻力。退位前，馬克西米安在304年主持了世俗運動會，獲得了最後的榮耀時刻。
305年5月1日，戴克里先和馬克西米安在梅蒂奧拉努（米蘭）和尼科米底亞分別舉行的儀式上同時退位。繼承權並不完全符合馬克西米安的意願：或許是因為伽列里烏斯的影響，伽列里烏斯的前戰友塞维鲁二世和伽列里烏斯的侄子馬克西米努斯（兩人都有著長期的軍事生涯）被任命為凱撒，從而排除了君士坦丁和馬克森提烏斯。馬克西米安很快就對新的四帝共治制感到不滿，伽列里烏斯佔據了戴克里先曾經的主導地位。儘管馬克西米安主持了宣布塞維魯為凱撒的儀式，但不到兩年，他就對新政權感到不滿，並支持兒子馬克森提烏斯反抗新政權。戴克里先退居到家鄉－亞得里亞海沿岸薩羅納附近的達爾馬提亞－建造的宏偉宮殿。馬克西米安則退居到坎帕尼亞、盧卡尼亞或色米姆的別墅，在那裡過著安逸奢華的生活。儘管遠離帝國的政治中心，戴克里先和馬克西米安仍然保持著足夠近的距離，可以保持經常聯繫。

## 反抗君士坦丁

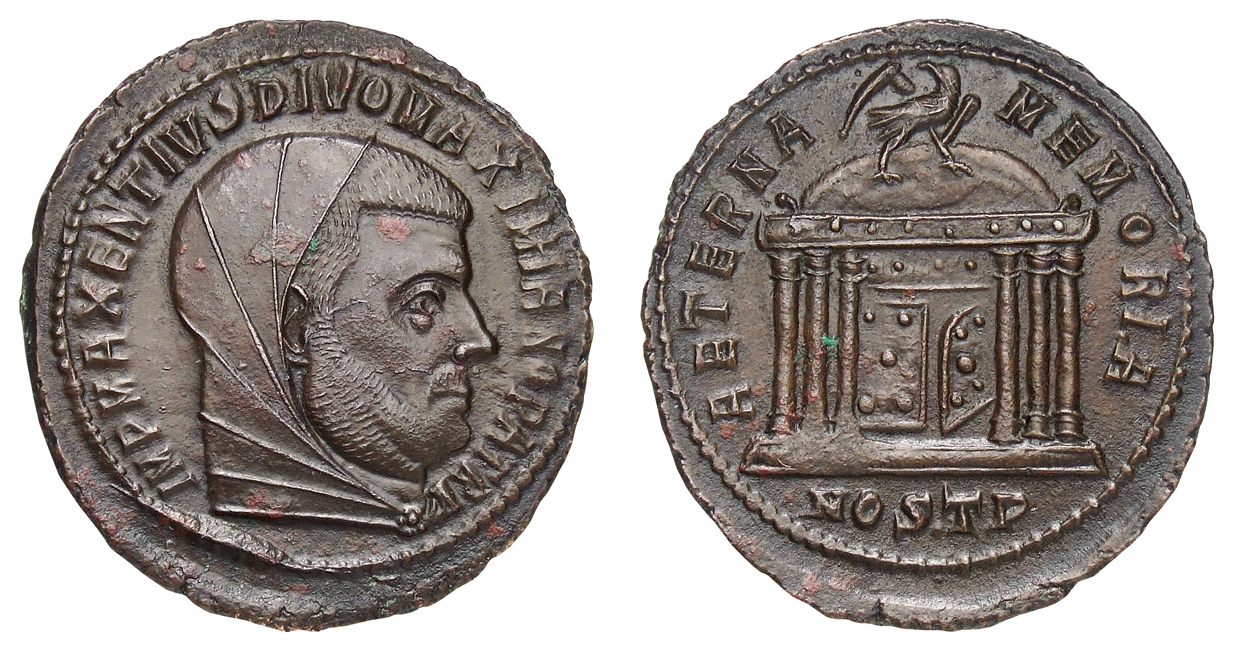
馬克森提烏斯於309–312年發行的硬幣上有戴著面紗的馬克西米安

310年馬克西米安發起叛亂，當時君士坦丁正在和法蘭克人打仗。馬克西米安率領君士坦丁的部分軍隊南下阿爾勒，抵禦馬克森提烏斯在高盧南部的進攻。在阿爾勒，馬克西米安宣布君士坦丁已死，並加冕為皇帝。儘管馬克西米安向所有支持他的人行賄，但君士坦丁的大部分軍隊仍然效忠君士坦丁，馬克西米安被迫離開這座城市。君士坦丁很快就得知了叛亂的消息，放棄了對法蘭克人的征討，迅速轉戰高盧南部，在馬西利亞（今馬賽）與逃亡的馬克西米安對峙。這座城鎮比阿爾勒更能抵禦長期圍攻，但忠誠的市民為君士坦丁打開了後門，君士坦丁輕易進城。馬克西米安被捕，因其罪行受到譴責，並第三次也是最後一次被剝奪了封號。君士坦丁對馬克西米安給予了一些寬恕，但強烈鼓勵他自殺。310年7月，馬克西米安上吊自殺。
儘管馬克西米安與馬克森提烏斯的關係早期破裂，但在馬克西米安自殺後，馬克西米安仍將自己視為父親的孝子。他鑄造了刻有父親神像的硬幣，並宣稱要為父親復仇。
君士坦丁最初將馬克西米安的自殺描述為一場不幸的家庭悲劇。然而，到了311年，他開始傳播另一個版本。根據這個版本，在君士坦丁赦免馬克西米安後，他計劃在君士坦丁睡夢中謀殺他。法烏斯塔得知了這項陰謀並警告了君士坦丁，君士坦丁於是安排一名太監代替他躺在床上。馬克西米安在殺死太監後被捕，並被要求自殺，他接受了。除了宣傳之外，君士坦丁還對馬克西米安下達了記錄抹煞，銷毀了所有提及他的銘文，並消除了所有帶有他肖像的公共建築。
君士坦丁於312年10月28日在米尔维安大桥战役中擊敗了馬克森提烏斯。馬克森提烏斯死後，義大利落入君士坦丁的統治之下。 馬克西米安的妻子歐特羅皮婭發誓馬克森提烏斯並非馬克西米安之子，馬克西米安的記憶得以恢復。馬克森提烏斯在位期間的神化被宣告無效，他於317年被重新奉為神。到318年，他開始以「divus」（神）的形像出現在君士坦丁的錢幣上，與被神化的君士坦提烏斯和克劳狄二世一同出現。這三人被譽為君士坦丁的先輩，被稱為「最優秀的皇帝」。透過他的女兒法烏斯塔和狄奧多拉，馬克西米安成為了337年至363年每一位在位皇帝的祖父或曾祖父。